# Pere Soler i Campins
Pere Soler i Campins (Terrassa, 1967) és un advocat i polític català, director general de Serveis Penitenciaris entre 2013 al 2016 i regidor per Convergència i Unió (CiU) en el consistori egarenc. És llicenciat en Dret per la Universitat Autònoma de Barcelona (UAB) i ha desenvolupat la seva activitat professional com a advocat a Terrassa i des del 1992 amb despatx propi. El 17 de juliol de 2017 fou nomenat Director General de la Policia. Durant el seu període va gestionar la coordinació i investigació policial en relació als atemptats de Catalunya de l'agost de 2017. Era el càrrec superior immediat de Josep Lluís Trapero.
Després de la declaració d'independència del dia 27 d'octubre, va ser destituït el 28 d'octubre de 2017, després de l'aplicació de l'Article 155 de la Constitució.
El febrer del 2018 el Jutjat Central d'Instrucció 3 de l'Audiència Nacional d'Espanya va obrir diligències contra soler durant la investigació de la cúpula dels Mossos d'Esquadra, en relació al referèndum d'independència de l'1 d'octubre de 2017, acusat de sedició. Des de llavors ha d'acudir al jutjat cada quinze dies i no disposa de passaport. El mes de març del mateix any l'Agència Tributària Espanyola va incloure el seu nom en una llista de persones suposadament relacionades amb el procés sobiranista català. Després de l'aplicació del 155 Andreu Joan Martínez fou nomenat director de la policia.
L'abril de 2018 la jutge Carmen Lamela va tancar la instrucció i va ordenar el processament de Josep Lluís Trapero, Pere Soler; el número dos de Joaquim Forn, Cèsar Puig, i la intendent Teresa Laplana per sedició. Lamela defensa que Trapero, Soler i Puig van formar part d'una organització criminal liderada per Puigdemont.
El 3 de novembre de 2018 la Fiscalia General de l'Estat el va acusar de rebel·lió en el seu escrit del judici al procés independentista català, demanant-li 11 anys de presó i inhabilitació. Finalment, el 21 d'octubre de 2020, la sentència el va absoldre de tots els càrrecs, juntament amb els altres processats.